# Řehořovský vrch
Řehořovský vrch är ett berg i Tjeckien.   Det ligger i regionen Vysočina, i den centrala delen av landet, 130 km sydost om huvudstaden Prag. Toppen på Řehořovský vrch är 645 meter över havet. Řehořovský vrch ingår i Žďárské vrchy.
Terrängen runt Řehořovský vrch är platt västerut, men österut är den kuperad.Runt Řehořovský vrch är det ganska glesbefolkat, med 26 invånare per kvadratkilometer. Närmaste större samhälle är Jihlava, 14,1 km väster om Řehořovský vrch. I omgivningarna runt Řehořovský vrch växer i huvudsak blandskog.